# Антоній Бідулка
Ентоні (Антоній) Бідулка (нар. 24 липня 1962) — канадський письменник, автор містичних романів, трилерів і напружених романів. Книги Бідульки були номіновані на премії Канадських письменників-криміналістів Артура Елліса, Саскачеванської книжкової премії, премії ReLit та літературної премії Lambda. У 2005 році він став першим канадцем, який отримав літературну премію «Лямбда» за «Гей-містерію».

## Біографія
Бідулка народився 24 липня 1962 року, був наймолодшим із трьох дітей, які виросли на фермі поблизу Пруд'омме, Саскачеван. Ентоні має українське коріння.
Хоча спочатку він мав намір вивчати оптометрію, зрештою Бідулка отримав три ступені бакалавра в Університеті Саскачевану: бакалавр психології (1983), бакалавр освіти та бакалавр комерції. Після закінчення навчання перш ніж присвятити себе повний робочий день письменницькій роботі в 1999 році він працював викладачем та соціальним працівником.
З 1991 року Бідулка зі своїм партнером живе у Саскатуні.

## Нагороди та відзнаки
Бідулка був нагороджений Університетом Саскачевану, спочатку в 2011 році, коли його було введено до Стіни пошани Педагогічного коледжу, а потім знову в 2020 році, коли він отримав нагороду Alumni of Influence від Коледжу мистецтв і науки Університету Саскачеван.
У 2014 році Бідулка був названий жителем року міста Саскатуна. У 2017 році він отримав нагороду Будівничої нації від Громади українців Канади Саскачевану.
| рік      | Назва                  | Нагорода                                                    | Результат  | посилання     |
| -------- | ---------------------- | ----------------------------------------------------------- | ---------- | ------------- |
| 2004 рік | Розважити Буше         | Премія Артура Елліса за найкращий перший кримінальний роман | Фіналіст   | [ 5 ]         |
| 2005 рік | Політ Аквавіта         | Літературна премія «Лямбда» за гей-містерію                 | Переможець | [ 6 ]         |
| 2008 рік | Пляма ягоди            | Літературна премія «Лямбда» за гей-містерію                 | Фіналіст   | [ 7 ]         |
| 2009 рік | Алоха, цукеркові серця | Книга року за версією Saskatchewan Book Awards              | Фіналіст   | [ 8 ]         |
| 2009 рік | Sundowner Ubuntu       | Літературна премія «Лямбда» за гей-містерію                 | Фіналіст   | [ 9 ]         |
| 2010 рік | Алоха, цукеркові серця | Премія Артура Елліса за найкращий кримінальний роман        | Фіналіст   | [ 5 ]         |
| 2013 рік | Dos Equis              | Літературна премія «Лямбда» за гей-містерію                 | Фіналіст   | [ 10 ] [ 11 ] |

## Публікації
- На свободу (2016)
- На шляху до краси (2022)

### Серія Рассела Кванта
1. Amuse-Bouche (2003)
2. Політ Аквавіта (2004)
3. Тапас на бульварі Рамблас (2005)
4. Пляма ягоди (2006)
5. Sundowner Ubuntu (2007)
6. Алоха, цукеркові серця (2009)
7. Побачення з Сішею (2010)
8. Dos Equis (2012)

### Серіал Адама Сент-Сансенс
- Коли святі йдуть маршем (2013)
- Жінки острова Скава (2014)